# Litoměřice
Litoměřice (en allemand : Leitmeritz) est une ville de la région d'Ústí nad Labem, en Tchéquie, et le chef-lieu du district de Litoměřice. Sa population s'élevait à 23 124 habitants en 2023.

## Géographie
Litoměřice est située au confluent de l'Elbe et de l'Ohře, à 15 km au sud-est d'Ústí nad Labem et à 56 km au nord-ouest de Prague.
La commune est limitée par Hlinná et Žitenice au nord, par Trnovany au nord-est, par Křešice à l'est, par Terezín et Mlékojedy au sud, par Žalhostice, Michalovice, Malíč et Kamýk à l'ouest, et par Miřejovice au nord-ouest.

## Histoire

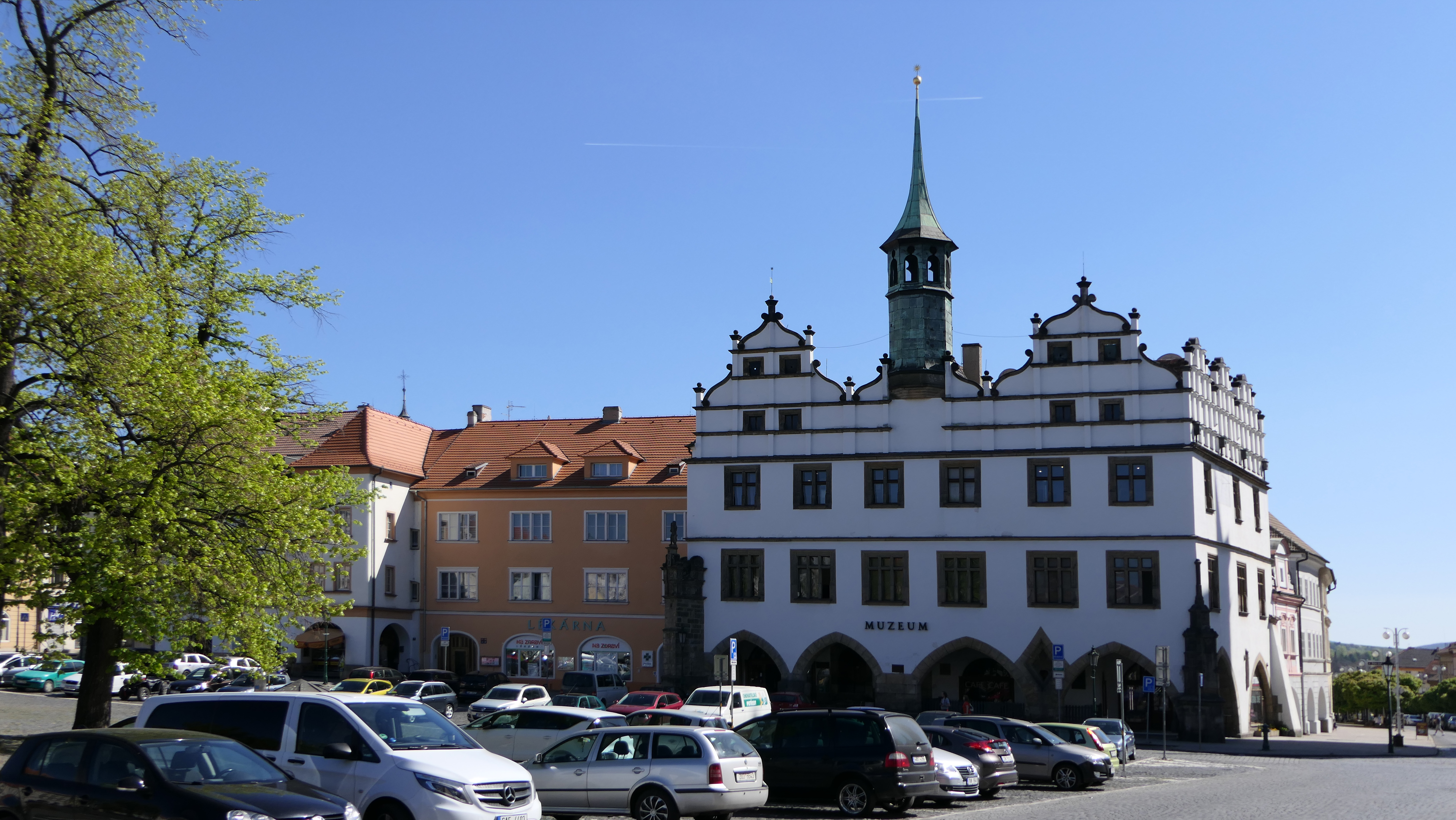
Ancien hôtel de ville de style gothique – aujourd'hui musée

Litoměřice est l'une des plus anciennes villes de Bohême. Elle occupa le rang de capitale et d'évêché de la région du XIIIe au XVIIe siècle.
L'emplacement idéal pour traverser l'Elbe et le climat relativement doux permirent une colonisation précoce de la région. Au début du Moyen Âge, Litoměřice était le centre des Lutomericii slaves, à l'origine du nom de la ville. Dès le Xe siècle, la ville fut intégrée aux possessions des Přemyslides et élargie pour devenir un centre administratif fortifié au nord de la Bohême. Vers 1057, le duc Spytihněv II construisit l'église en pierre de Saint Étienne sur la colline du château et fonda une collégiale, à laquelle il donna de nombreux biens et revenus (provenant notamment des droits de douane de l'Elbe) et des droits.
Vers 1218, la ville fut officiellement fondée et organisée autour de la place du marché. Elle fut élevée au rang de ville royale en 1229. Les premiers citoyens obtinrent le droit de Magdebourg, qui leur accordait autonomie et liberté. Puis commença le développement de la région notamment par le recrutement de colons de Rhénanie et de Basse-Elbe. La ville se développa particulièrement vite en raison du-commerce des céréales en plein essor et des conditions climatiques favorables pour la vigne comme pour les fruits. De nouvelles églises, des établissements monastiques de frères mineurs conventuels (1233, église Saint-Jacques), de Dominicains (1236, église Sainte-Michael) et de chanoines réguliers de la Sainte-Croix (1257, église Sainte-Marie) s'installèrent dans la ville. Ces derniers s'occupaient également d'un hôpital au XIVe siècle. Vers le milieu du XIIIe siècle, le développement couvrait également la colline du château. Un incendie dévastateur en 1296 mit un frein au développement de la ville. Dans les années suivantes, les rois de Bohême soutinrent la reconstruction de la ville par des allégements fiscaux et l'octroi de nouveaux droits. Une école urbaine est déjà mentionnée en 1298. Au milieu du XIVe siècle on trouvait également une école de chapitre. À la même époque, les fortifications de la ville furent étendues. Un château royal construit au XIIIe siècle fut intégré à cette fortification. En 1397, un nouvel hôtel de ville fut construit.

### Guerres hussites et guerre de Trente Ans

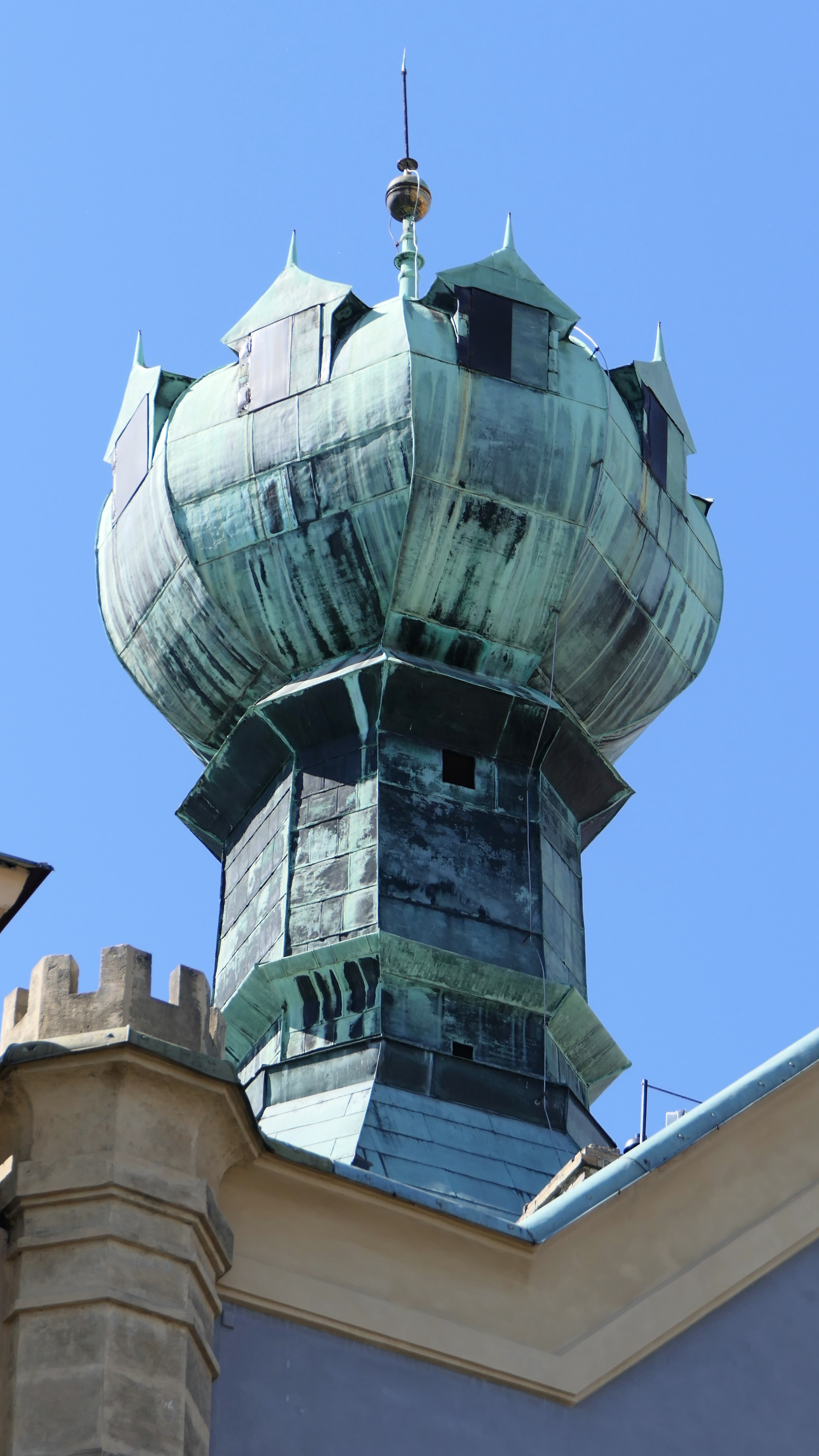
Calice hussite au-dessus de la maison du calice

Lors des guerres hussites, Litoměřice sympathisa initialement avec le roi Sigismond de Luxembourg. L'exécution de 17 hussites en 1420 conduit Jan Žižka à faire le siège de la ville. Afin d'éviter de nouvelles confrontations, mais aussi de refléter les changements dans la structure de la population urbaine - la population tchèque augmentait constamment et finissait par l'emporter contre le patriciat allemand -, la ville se joignit administrativement aux villes utraquistes, une faction modérée des hussites. L'opposition germano-tchèque se manifesta également par la brève renonciation au droit de Magdebourg et dans la demande d'exclure les Allemands de toute fonction publique, ce que Sigismund a finalement approuvé en 1436.
Dans la seconde moitié du XVe siècle, Litoměřice se rétablit économiquement. Un péage pour l'utilisation d'un pont en bois au-dessus de l'Elbe nouvellement construit apportait de nouveaux revenus. Au début du XVIe siècle, la fortification de la ville fut renforcée et celle-ci comptait désormais 258 maisons. Sur le plan économique et politique, la ville rivalisait désormais avec les nobles voisins. La grande majorité de la citoyenneté était utraquiste à cette époque. Il y avait aussi des catholiques et des juifs. Cependant, le quartier juif est pillé en 1541 et en 1546, Litoměřice reçut le privilège royal d'interdire aux juifs de rester dans la ville. A la place de l'école juive, les dirigeants de la ville mirent en place un hôpital municipal.

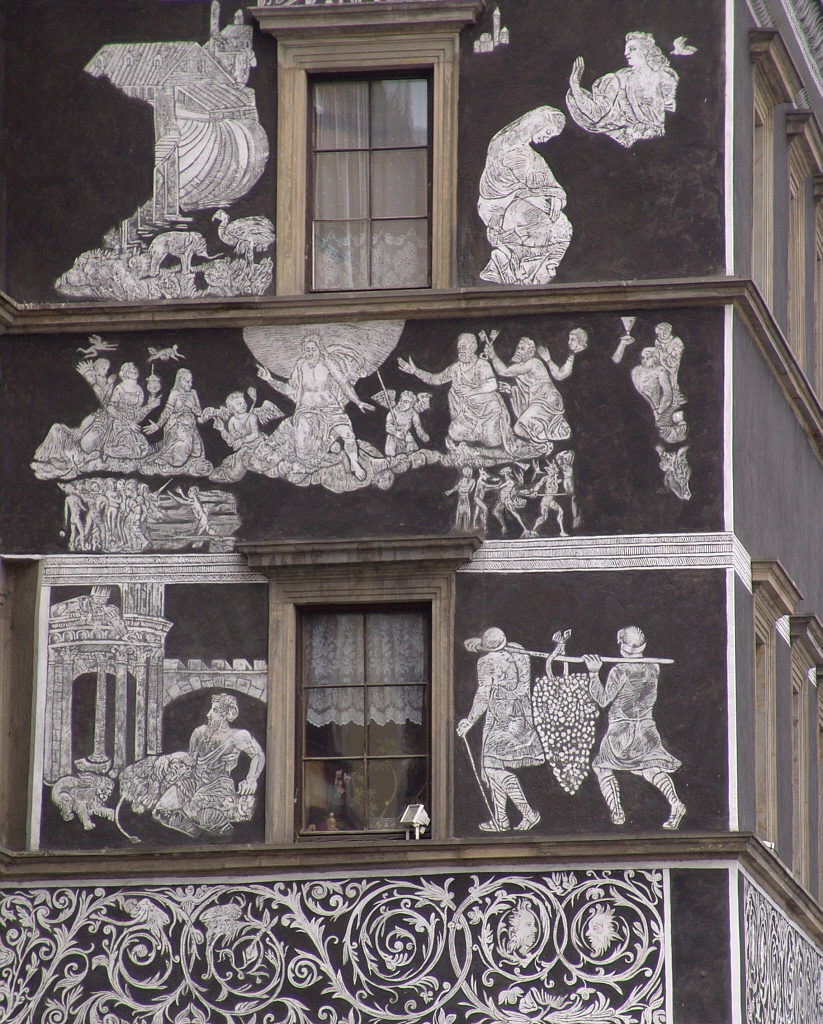
Façade de maison sur la place du marché avec des ornements de sgraffites

L'attitude négative de la ville vis-à-vis de la politique pro-catholique des Habsbourg du roi Ferdinand Ier aboutit au refus de participer à la guerre de Smalkalde. Après la bataille victorieuse du roi à Mühlberg, Litoměřice dut payer de lourdes amendes, effectuer des livraisons d'armes, perdit des sources de revenus importantes et vit la réduction de son autonomie urbaine. Depuis 1548, le droit de faire appel à la ville protestante Magdebourg, alors mise au ban, fut interdit, devenant responsable un conseil d’appel royal au château de Prague (« loi de Prague »). Néanmoins, de nombreux bâtiments de la seconde moitié du XVIe siècle (Schwarzer Adler, vers 1560, la maison du calice - 1570-1580 -), ainsi que la fondation d'une école latine et les liens avec le centre de réforme de Wittenberg témoignent de la richesse et de la culture de la ville.
Au tournant du XVIIe siècle, la majorité des habitants de Litoměřice étaient luthériens. Aux côtés des utraquistes et des Frères de Bohême, la ville se positionna fermement du côté de l'opposition anti-Habsbourg, ce qui conduisit à la participation au soulèvement de 1618-1620. La défaite des protestants lors de la bataille de la montagne blanche entraîna la perte de privilèges et possessions urbains. De nombreux habitants furent alors expropriés et expulsés de la ville en cas de refus de se convertir au catholicisme.
Pendant la guerre de Trente Ans, des armées étrangères, notamment suédoises et saxonnes, occupèrent et dévastèrent le pays. La ville et ses environs subirent des pertes démographiques dramatiques : en 1640, Litoměřice ne comptait que 52 habitants, dans les villages urbains de la région, huit habitants seulement.

### Contre-réforme et histoire moderne
Après la guerre, une vigoureuse Contre-Réforme fut mise en œuvre dont les principaux acteurs, comme dans de nombreux autres lieux de Bohême, étaient les jésuites. En 1655, le diocèse de Litoměřice fut érigé canoniquement, son premier évêque Maximilian Rudolf von Schleinitz, déjà nommé en 1647 par l'empereur Ferdinand III. En 1649, un monastère de capucins fut construit, dans lequel l'église de Sainte-Ludmilla a été créée de 1654 à 1657. Entre 1672 et 1685, l'église dominicaine Saint-Michel fut bâtie.
La réorganisation catholique s'accompagna généralement d'une activité de construction dynamique, pour laquelle de nombreux constructeurs furent engagés, principalement en provenance d'Italie. À partir de 1670, Giovanni Domenico Orsi de Orsini construisit la nouvelle cathédrale Saint-Étienne. De 1689 à 1701, Giulio Broggio planifia et réalisa la résidence épiscopale. Entre 1689 et 1731, il conçut également l'église jésuite Sainte-Marie, terminée par son fils Octavio Broggio. Le collège des jésuites ne fut achevé qu'en 1770, soit trois ans seulement avant la dissolution de l'Ordre. Octavio Broggio fut également responsable de la construction de l'église Venceslas de 1714 à 1716 sur la colline de la cathédrale et de la baroquisation de l'église de la ville en 1716.

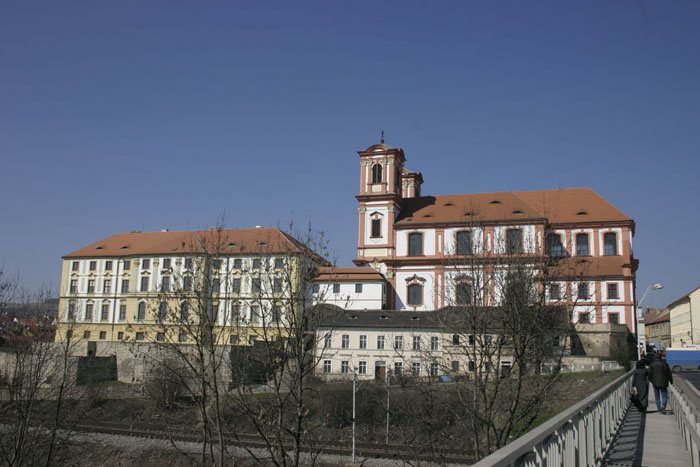
Collège jésuite. À partir de 1810, séminaire

La population augmenta à partir de 1650, principalement en raison de l'immigration, en dépit d'une épidémie de peste en 1680  (colonne de la peste sur la place du marché). La proportion entre habitants allemands et tchèques se modifia de plus en plus en faveur des Allemands au tournant du XVIIIe siècle. Dans les conflits militaires entre la Prusse et l'Autriche au XVIIIe siècle, notamment à la suite de la bataille de Lobositz, Litoměřice fut plusieurs fois sous occupation militaire et son développement économique ralentit. La principale source de revenus de la ville resta le commerce des céréales au nord de l'Elbe. À partir de 1780, la construction de la forteresse voisine, Theresienstadt, donna une impulsions aux artisans de la ville.
Les réformes éclairées de Joseph II provoquèrent de profonds changements dans la ville. En 1773, l'ordre des jésuites fut interdit. En 1785, le cloître des Frères mineurs fut supprimé et les dominicains durent le quitter. Entre 1814 et 1816, ces bâtiments furent transformés en bureaux de district. Le retour des réfugiés religieux protestants et l'immigration de citoyens prussiens et saxons furent favorisés par l'administration. L'interdiction faite aux Juifs de rester dans les murs de la ville fut également levée. Dans le domaine culturel et pédagogique, les évêques Emmanuel Ernst von Waldstein, qui créèrent une bibliothèque utilisée par de grands érudits, dont Ferdinand Kindermann von Schulstein (1790-1801), qui en tant que directeur général des écoles normales de Bohême, lui donna un écho bien au-delà de la ville.

### LeXIXesiècle

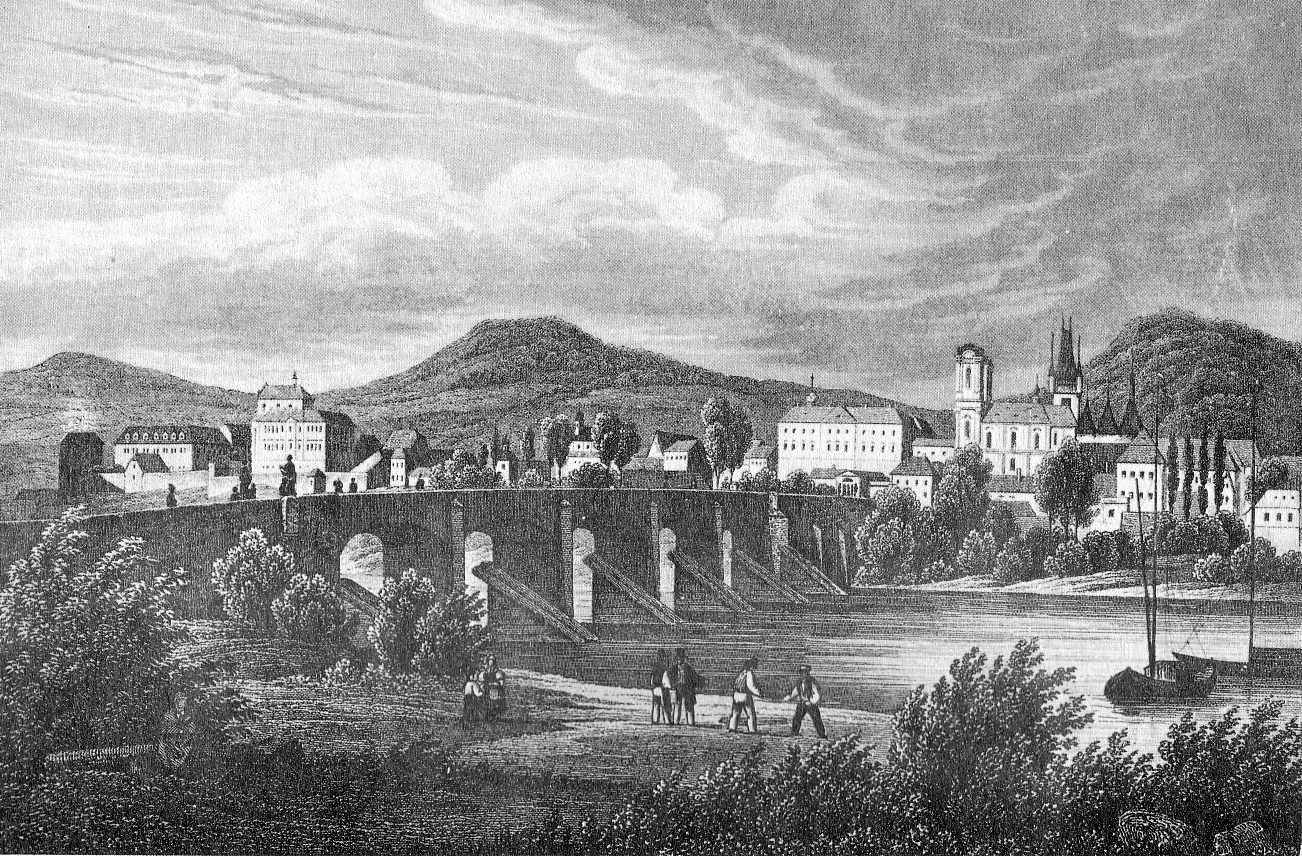
Vue de la ville vers 1850

Après que les guerres de la coalition eurent affecté le développement économique de la ville au début du XIXe siècle, l'« Elbakte », qui assurait la navigation libre sur le fleuve et ainsi le trafic de vapeurs régulier qui en résultait vers la Saxe de même que la démolition des fortifications de la ville améliorèrent considérablement le trafic fluvial. Entre 1787 et 1854, la population de la ville doubla.
Au lycée de Litoměřice travailla de 1800 à 1815, Josef Jungmann, qui enseigna le tchèque pour la première fois dans des écoles de Bohême. Parmi ses étudiants se trouva plus tard à l'université de Prague, le jeune Karel Hynek Mácha, qui décéda en 1836 à Litoměřice. Le théâtre, construit en 1822, porte son nom.
Les événements révolutionnaires de 1848-1849 aggravèrent les tensions entre populations germanophone et tchèque, ce qui se traduisit par la fondation de nombreuses associations et journaux allemands. La ville présenta un député à l'église Saint-Paul de Francfort où se tenaient les séances du parlement de Francfort. D'autre part, les habitants nationalistes tchèques influencèrent également la vie culturelle de la cité : en 1860, réunis sur la tombe de Mácha, en 1848 et 1868, ils organisèrent des célébrations nationales sur le Říp, auxquelles les Allemands opposèrent en 1862 un festival de gymnastique allemand en l'honneur de Joseph Emanuel Hilscher. Ces expressions d'une opposition croissante entre Allemands et Tchèques se répétèrent en 1898, à l'occasion de l'anniversaire des événements mentionnés. La partie allemande protesta, en 1880, contre l'ouverture d'une école tchèque et, en 1912, contre sa reconnaissance publique.
La ville resta en grande partie à l'écart du développement industriel tumultueux de la Bohême et resta un lieu de rassemblement pour l'artisanat, l'administration, les écoles et les garnisons. En 1858-1859, un pont en fer à l'épreuve des inondations fut construit sur l'Elbe. En 1874, la ville fut rattachée par le chemin de fer du Nord-Ouest autrichien (ÖNWB) au réseau ferroviaire.
À l'époque de la monarchie des Habsbourg, la ville était recherchée par les retraités, en raison du climat de la région, le plus clément de Bohême. Cela permet également la viticulture sur les pentes de l'Elbe ainsi que l'agriculture productive (y compris la culture fruitière). En 1900, il existait dans la ville, à côté d’autres établissements d’enseignement, une école de culture, de fruits et de viticulture et diverses entreprises manufacturières de taille moyenne.
Jusqu'en 1918, la ville de Leitmeritz - Litoměřice fit partie de l'empire d'Autriche, puis d'Autriche-Hongrie (Cisleithanie après le compromis de 1867), chef-lieu du district de même nom, l'un des 94 Bezirkshauptmannschaften en Bohême. Un deuxième bureau de poste est ouvert à la gare en 1896.

### LeXXesiècle

#### Une ville tchécoslovaque

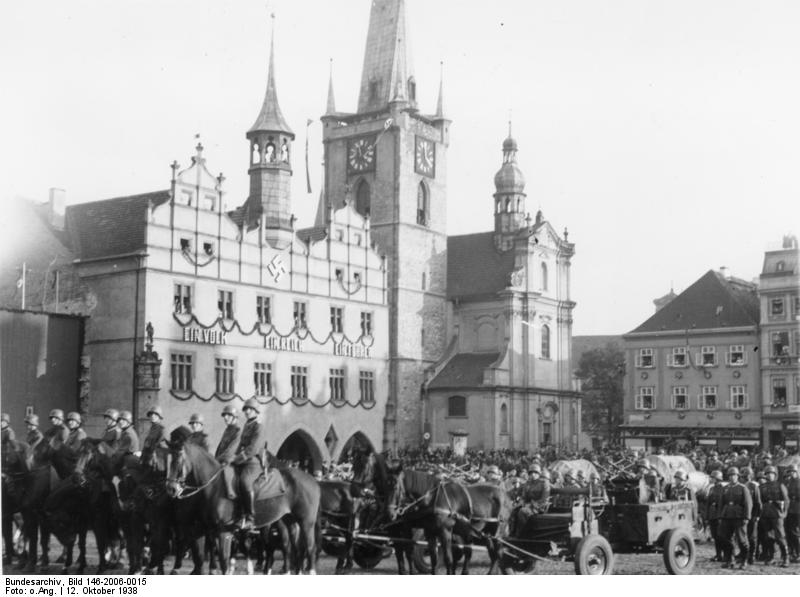
Occupation allemande, 1938

La majorité de la population germanophone de la ville répondit à la proclamation de la République tchécoslovaque par une auto-déclaration des Allemands en Bohême, qui formèrent une Assemblée nationale dans la ville. Le 11 décembre 1918, une action militaire rapide de la milice du peuple tchécoslovaque mit un terme aux ambitions allemandes. Lors des élections locales de 1919, les partis bourgeois allemands remportèrent la majorité. Les relations germano-tchèques restèrent tendues et se dégradèrent dans les années 1930, les autorités tchécoslovaques répondant par des licenciements et des interdictions. Du côté allemand, le Parti allemand des Sudètes, sous la direction de Konrad Henlein, eut un grand succès. Lors des élections municipales de juin 1938, il remporta 24 des 36 mandats.

#### Une ville allemande
Après les accords de Munich, Litoměřice fut annexé en 1938 par le Reich allemand. Plus de 5 000 personnes et institutions tchèques et tchécoslovaques quittèrent la ville. De 1939 à 1945, la ville est le siège du district de Leitmeritz dans le sud-est du Reichsgau de la région d'Ústí nad Labem (Aussig) et le siège du tribunal régional supérieur.

#### Le kommando de Leitmeritz
Entre mars 1944 et mai 1945, il y avait près de la ville un camp externe (KZ-Außenlager) du camp de concentration de Flossenbürg, le camp de Leitmeritz (en). Fut créée une production souterraine d’armements (U-Verlagerung Richard) à environ 2,5 km au nord-ouest du centre-ville située dans un réseau de tunnels d'une mine de calcaire abandonnée. Environ 4 500 des quelque 18 000 détenus du camp de concentration y trouvèrent la mort. En 1964, ces tunnels furent mis en service en tant que dépôt nucléaire Richard. Au cours des derniers jours de la Seconde Guerre mondiale, les troupes allemandes se retirèrent pour échapper à l'avancée de l'Armée rouge. La résistance tchèque prit le contrôle du château le 27 avril 1945 et, au bout de quelques jours, entama des négociations avec le commandant allemand. La Wehrmacht capitula dans la nuit après le 8 mai, et les troupes allemandes s'enfuirent le 9 mai, peu avant l'entrée des troupes soviétiques dans la ville le 10 mai 1945.

#### Une ville tchécoslovaque à nouveau
La ville sortit de la guerre pratiquement sans destruction. À la suite des décrets Beneš, la plupart des habitants de langue allemande de la ville furent expropriés et expulsés en 1945 et les années suivantes.
L'administration socialiste de la ville traditionnellement bourgeoise s'appuyait sur des petites et moyennes entreprises d'État adaptées au caractère agricole de l'environnement. Alors que d'une part, des blocs d'habitations modernes furent construits à la périphérie de la ville, de l'autre côté, le centre-ville historique fut préservé et de nombreux bâtiments rénovés de manière remarquable. Ces travaux de rénovation se poursuivirent après la fin du régime communiste.
En août 2002, une inondation catastrophique toucha toute la partie inférieure de la ville, comme la plupart des communes situées le long de l'Elbe, et paralysa complètement le trafic routier ordinairement très intense. Elle toucha en particulier le quartier de Želetice, situé sur la rive gauche de l'Elbe.

### LeXXIesiècle

#### Une ville tchèque
Depuis la partition de la Tchécoslovaquie en 1992, Limerice (le nom de la ville en tchèque) est une ville de Tchéquie.

## Population
Recensements ou estimations de la population :
| 1787  | 1854  | 1869*  | 1880*  | 1890*  | 1900*  |
| ----- | ----- | ------ | ------ | ------ | ------ |
| 2 830 | 6 068 | 10 811 | 11 728 | 12 203 | 14 063 |

| 1910*  | 1921*  | 1930*  | 1950*  | 1961*  | 1970*  |
| ------ | ------ | ------ | ------ | ------ | ------ |
| 16 595 | 18 135 | 19 718 | 15 126 | 16 830 | 19 595 |

| 1980*  | 1991*  | 2001*  | 2011*  | 2016   | 2017   |
| ------ | ------ | ------ | ------ | ------ | ------ |
| 22 869 | 25 719 | 24 879 | 24 098 | 24 106 | 24 168 |

| 2018   | 2019   | 2020   | 2021*  | 2022   | 2023   |
| ------ | ------ | ------ | ------ | ------ | ------ |
| 24 045 | 24 001 | 23 849 | 23 432 | 22 950 | 23 124 |

## Administration
La commune se compose de quatre sections :
- ville de Litoměřice
- Předměstí
- Pokratice
- Za nemocnicí

## Patrimoine
Le centre historique de Litoměřice est classé monument historique. Il comprend 44 rues et 9 places.

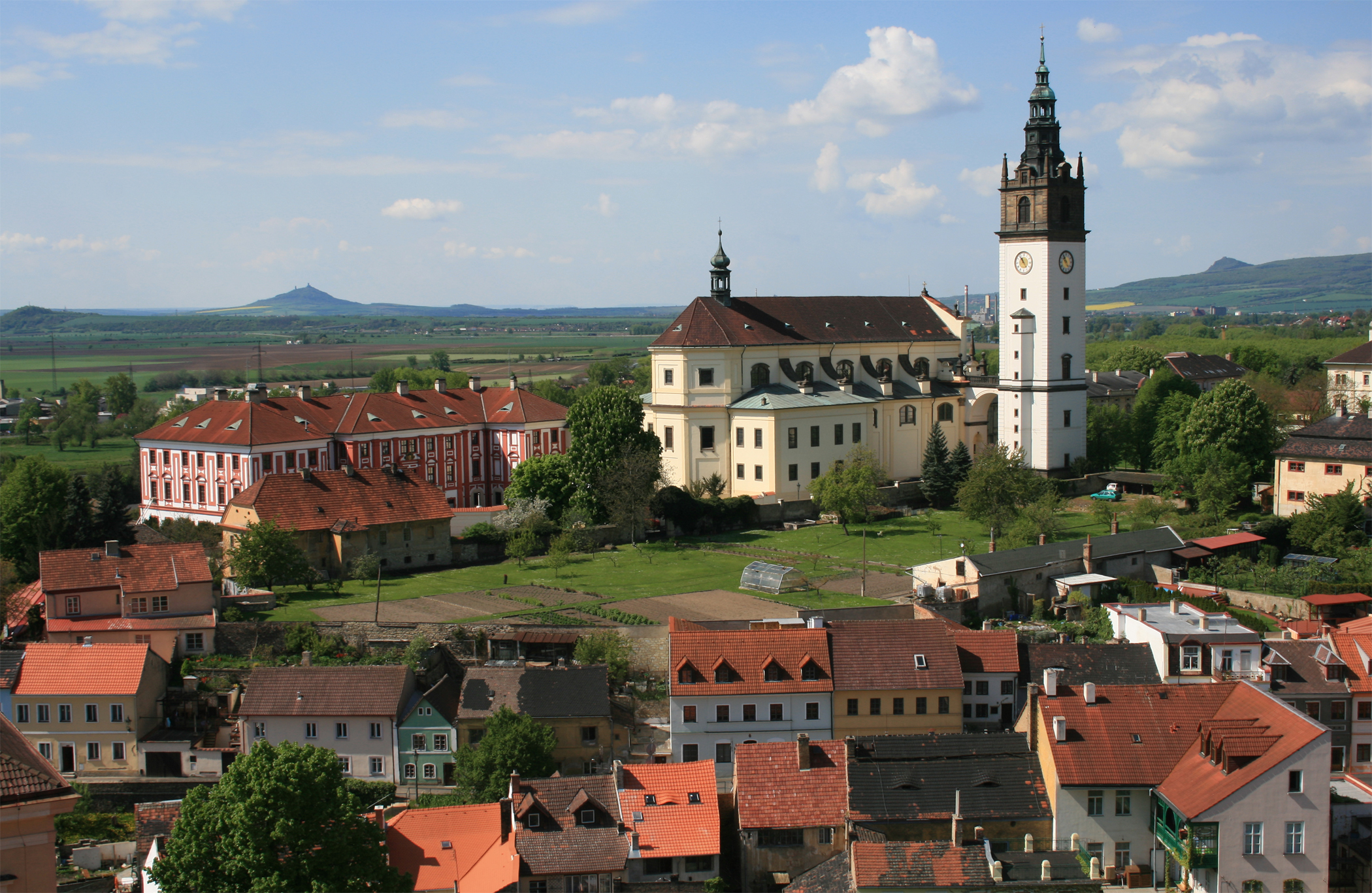
Litoměřice : cathédrale Saint-Stéphane.
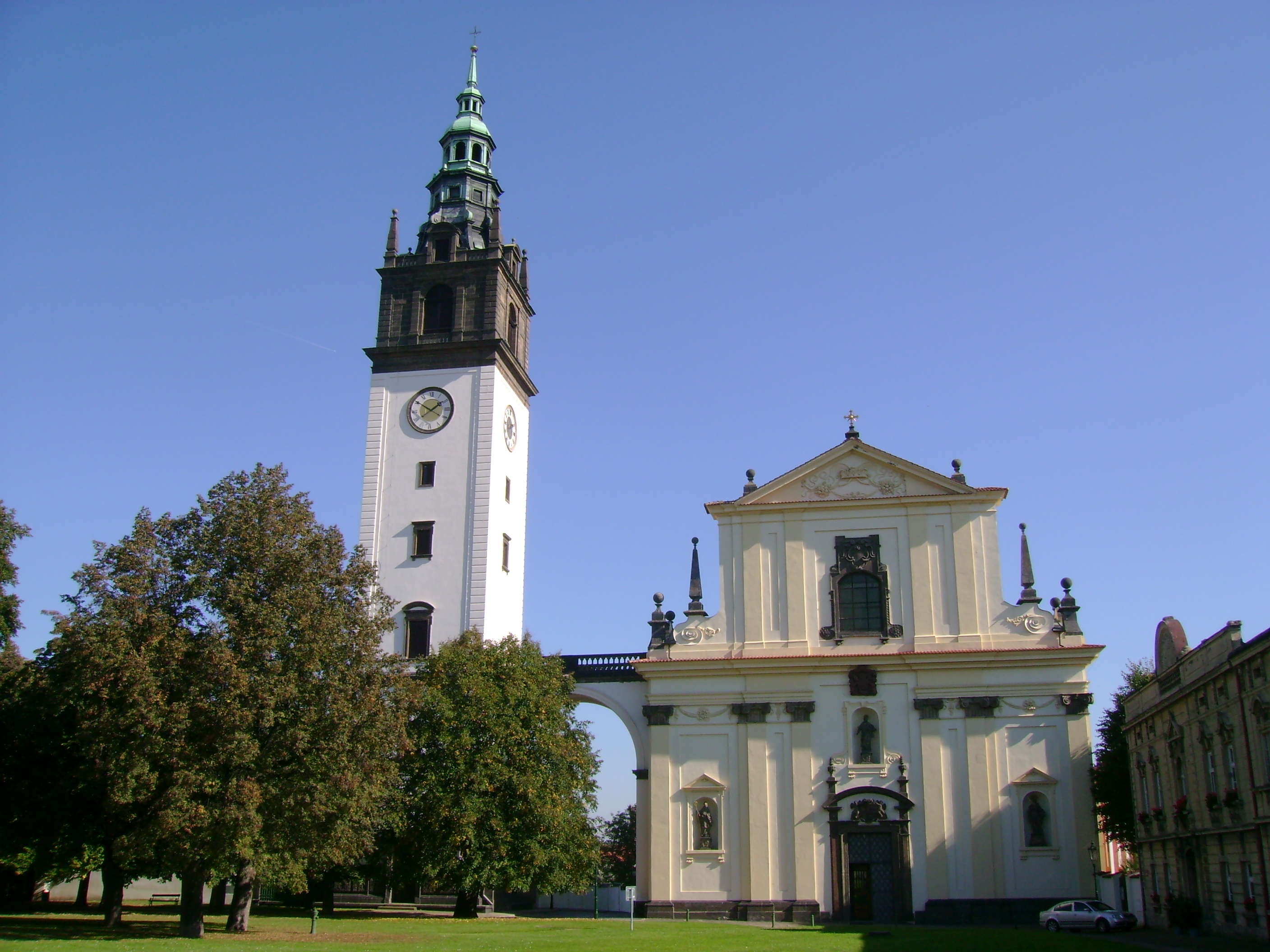
Cathédrale Saint-Stéphane : la façade.

## Personnalités
- Antonio Rosetti (1746-1792), compositeur et contrebassiste
- Rudolf Buchbinder (1946-) pianiste
- Josef Jungmann (1773-1847), personnalité emblématique de la Renaissance nationale tchèque
- Franz Cižek, peintre et pédagogue est né à Litoměřice le 12 juin 1865.
- Alfred Kubin, écrivain, dessinateur, graveur et illustrateur de livres y est né le 10 avril 1877.
- Jaroslav Brabec (1949-2018), athlète et spécialiste du lancer de poids.
- Christoph Schönborn, né en 1945 à Litoměřice, cardinal-archevêque de Vienne
- René Andrle, né en 1974, coureur cycliste

## Galerie

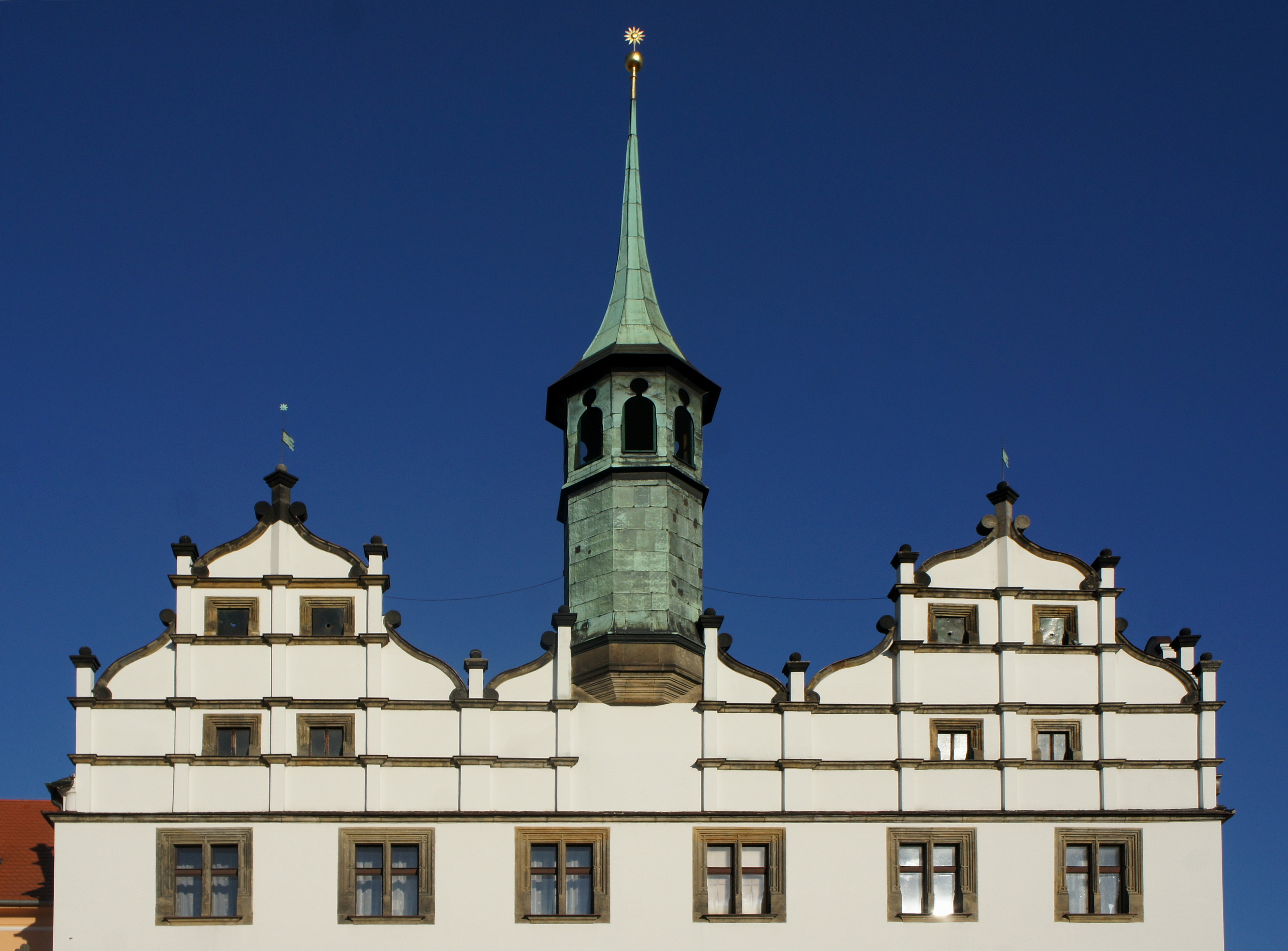
Litoměřice : hôtel de ville.
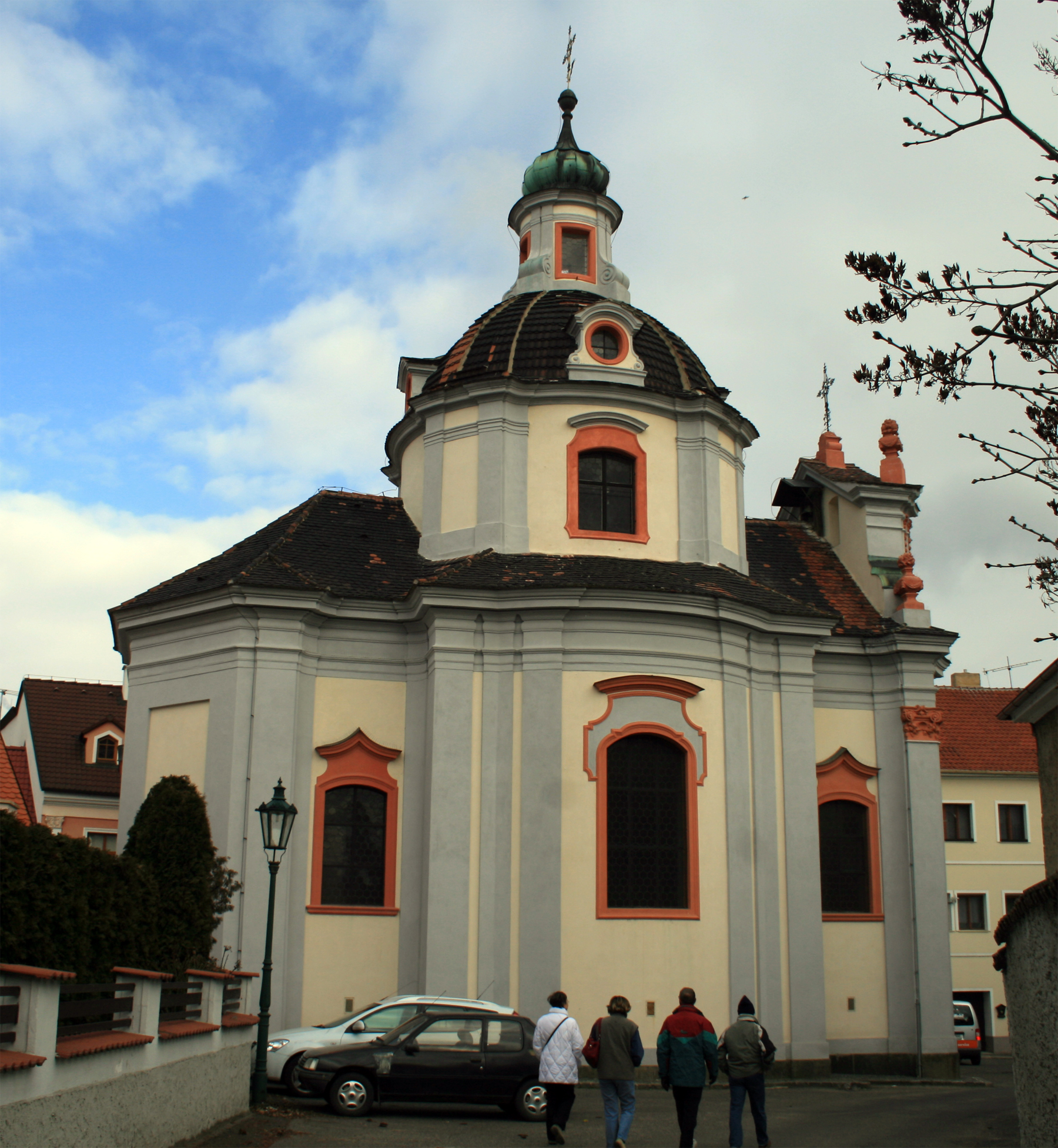
Église Saint-Venceslas.

## Transports
Par la route, Litoměřice se trouve à 20 km d'Ústí nad Labem, à 38 km de Mělník et à 64 km de Prague.

## Jumelages
- Calamba (Philippines) depuis 1974
- Meissen (Allemagne) depuis 1996
- Fulda (Allemagne) depuis 2001
- Dapitan (Philippines) depuis 2006
- Armentières (France) depuis 2011